# Poggio a Caiano
Poggio a Caiano é uma comuna italiana da região da Toscana, província de Prato, com cerca de 8 613 habitantes. Estende-se por uma área de 5 km², tendo uma densidade populacional de 1 723 hab/km². Faz fronteira com Campi Bisenzio (FI), Carmignano, Prato, Signa (FI).

## Demografia
| Variação demográfica do município entre 1861 e 2011                               |
|                                                                                   |
| Fonte: Istituto Nazionale di Statistica (ISTAT) - Elaboração gráfica da Wikipedia |